# Franck Thomas-Richard
Franck Thomas-Richard, né le 19 juin 1950 à Alger, est un homme politique français.

## Biographie
Cardiologue, il est élu :
- Député du Cher[1] (seconde circonscription - Vierzon-Bourges-Est) de mars 1993 à juin 1997.
- Conseiller général du canton de Bourges-2, réélu en mars 2008.

Il était membre du groupe parlementaire UDF.

## Condamnation pour blessures involontaires
Le 11 juin 2021 Franck Thomas-Richard est condamné à cinq mois de prison avec sursis pour blessures involontaires avec incapacité n’excédant pas trois mois par conducteur de véhicule terrestre à moteur sous l’empire d’un état alcoolique par le tribunal de Bourges pour des faits survenus le 5 juillet 2020 sur une portion de la départementale 66 qui relie Farges-en-Septaine à Savigny-en-Septaine. Trois heures après l’accident Franck Thomas-Richard était contrôlé à 1,02 gramme d’alcool par litre de sang à 20 heures. Le parquet retiendra « la faute » du prévenu d’avoir « conduit en ayant bu, et le fait de prendre des risques, concrétisés par les blessures graves de la victime.» indiquant que « Le prévenu n’a pas eu le temps de réagir du fait de l’alcool. »